# Chessington World of Adventures
Chessington World of Adventures est un parc d'attractions et animalier familial situé comme son nom l'indique à Chessington, à 25 km au sud-ouest de Londres, en Angleterre. Le parc offre un grand choix d'attractions, mais ce qui fait sa particularité, c'est qu'il possède depuis ses tout débuts un zoo.

## Histoire
En juillet 1931, le Chessington Zoo ouvre ces portes. Le parc ne contient pas d'attractions à cette époque. Le propriétaire, Reginald Goddard, a créé ce zoo pour présenter sa collection privée d'animaux. C'était autrefois le plus grand zoo privé d'Angleterre. Après la guerre, malgré les ajouts d'un cirque et d'un train miniature, les visites diminuent peu à peu. Après la mort de Goddard en 1946, la Pearson Publishing Company a repris le zoo et l'a géré jusqu'en 1978, lorsque le Tussauds Group, une filiale du Pearson Group, en a pris le contrôle took control.
En 1984, en raison de la baisse de fréquentation du zoo, Tussauds charge John Wardley d'élaborer des plans pour revitaliser le parc. La décision est prise d'ouvrir un parc à thème pour compléter le zoo. Le 7 juillet 1987, Chesington World of Adventures ouvre au public lors d'une cérémonie d'inauguration en présence du Prince Edward. Le parc a été construit avec un budget relativement faible d'environ 12 millions de livres sterling, pour tester le marché des parcs à thème encore émergent.
Le 22 mai 2007, The Tussauds Group est racheté par Merlin Entertainments, qui possède d'autres marques telles que Sea Life Centres. En juin 2007, le parc a ouvert le Safari Hotel à côté du zoo de Chessington, sur le thème d'un safari lodge. 2008 a vu l'ouverture du Chessington Sea Life Centre. En 2010, la réserve de Wanyama a été ouverte, offrant aux clients de l'hôtel Safari sur le thème de l'Afrique une vue sur les animaux.

## Le parc à thèmes
Le parc est divisé en zones thématiques liées aux « mondes d'aventures » :
- Chessington Zoo - Le zoo du parc ;
- Forbidden Kingdom - Le royaume interdit, thème égyptien, arabe ;
- Land of the Dragons - La terre des dragons ;
- Adventure Point - Point d'aventure, zone centrale comprenant la majorité des boutiques ;
- Mexicana - Quartier mexicain, far west ;
- Land of the Tiger - La zone orientale ;
- Shipwreck Coast - Côte de naufrage ;
- Wild Woods - Rue inspirée par l'architecture bavaroise
- Wild Asia - La zone ouverte en 2010 sur la jungle indienne.
- World of Jumanji - La zone ouverte en 2023 sur l'univers de Jumanji.

## Attractions

### Montagnes russes
| Nom de l'attraction | Type                                 | Constructeur            | Année | Zone                |
| ------------------- | ------------------------------------ | ----------------------- | ----- | ------------------- |
| Dragon's Fury       | Spinning coaster                     | Maurer Rides            | 2004  | Land of the Dragons |
| Mandrill Mayhen     | Montagnes russes Wing Rider          | Bolliger & Mabillard    | 2023  | World of Jumanji    |
| Rattlesnake         | Wild Mouse                           | Maurer Rides            | 1998  | Mexicana            |
| Scorpion Express    | Montagnes russes E-Powered           | Mack Rides              | 1987  | Mexicana            |
| Vampire             | Montagnes russes à véhicule suspendu | Vekoma / Arrow Dynamics | 1990  | Wild Woods          |

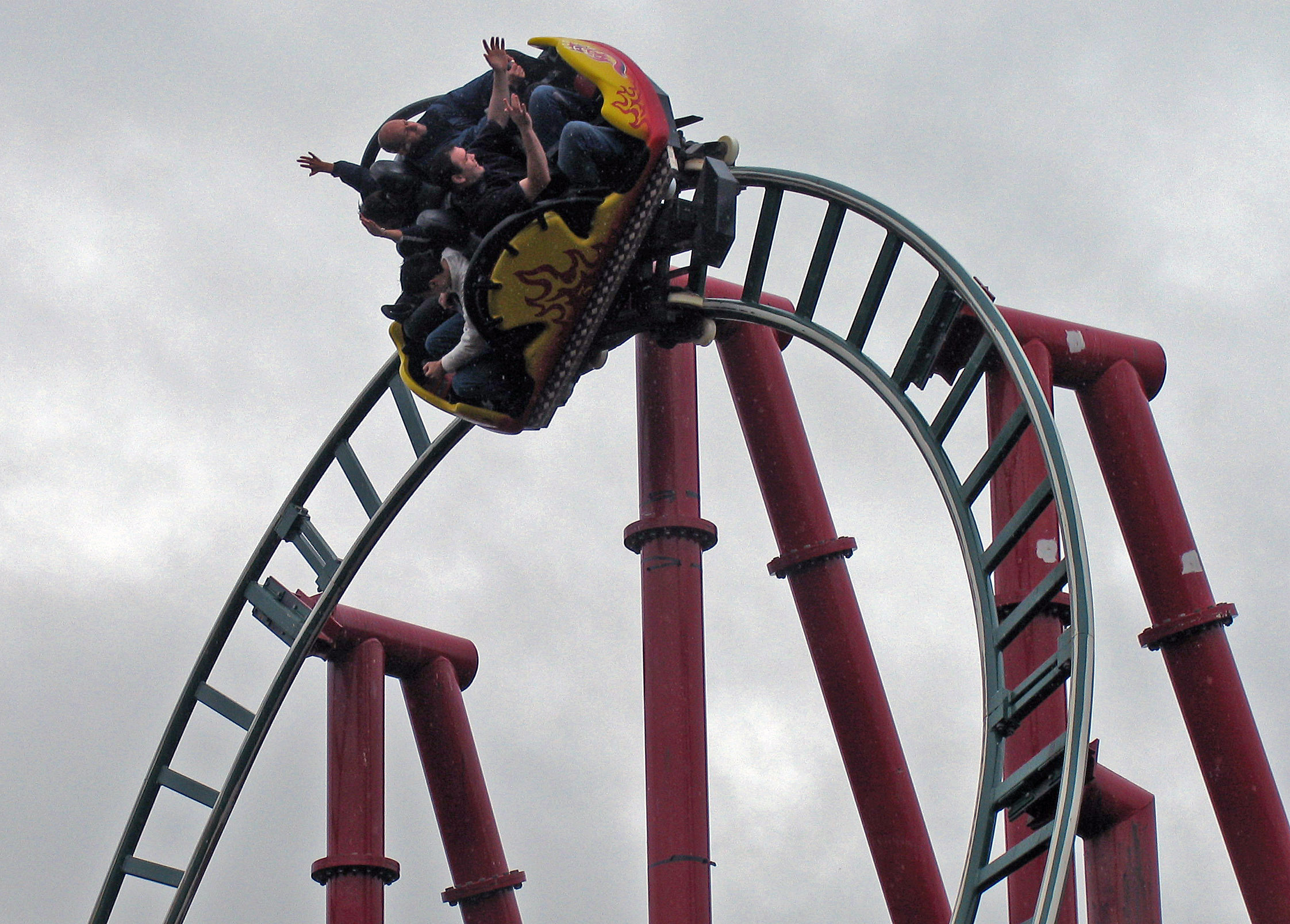
Dragon's Fury
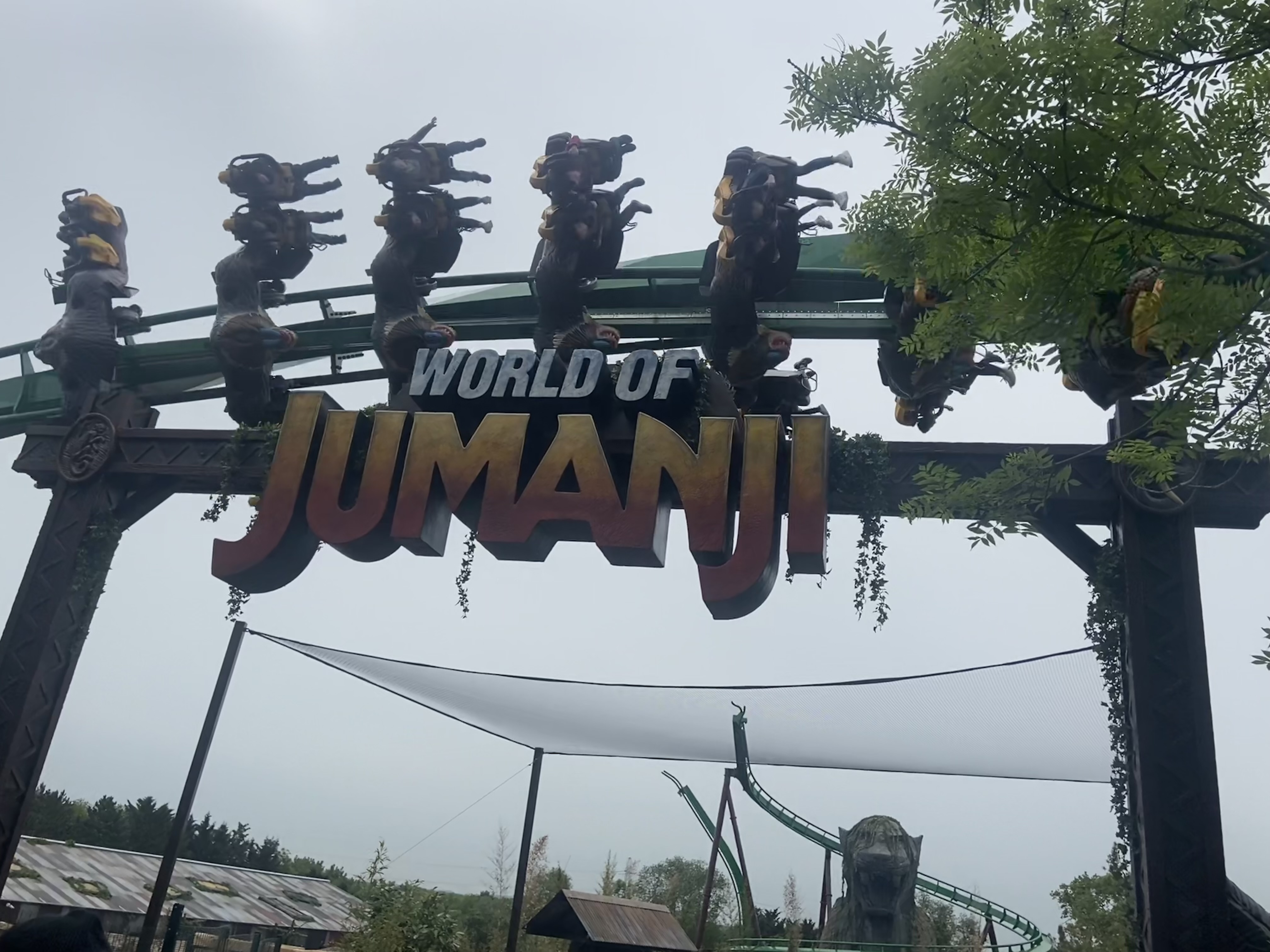
Mandrill Mayhen
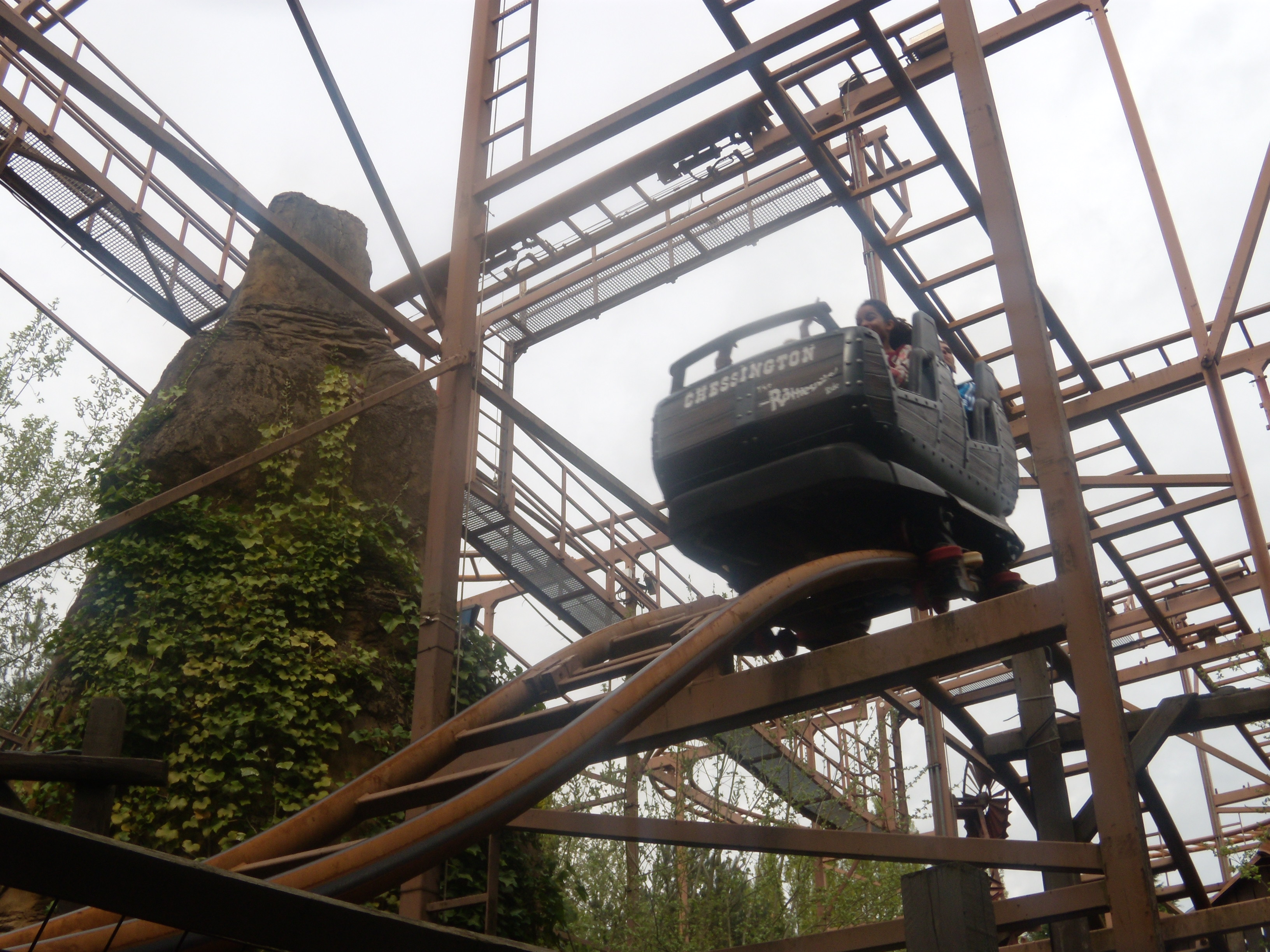
Rattlesnake
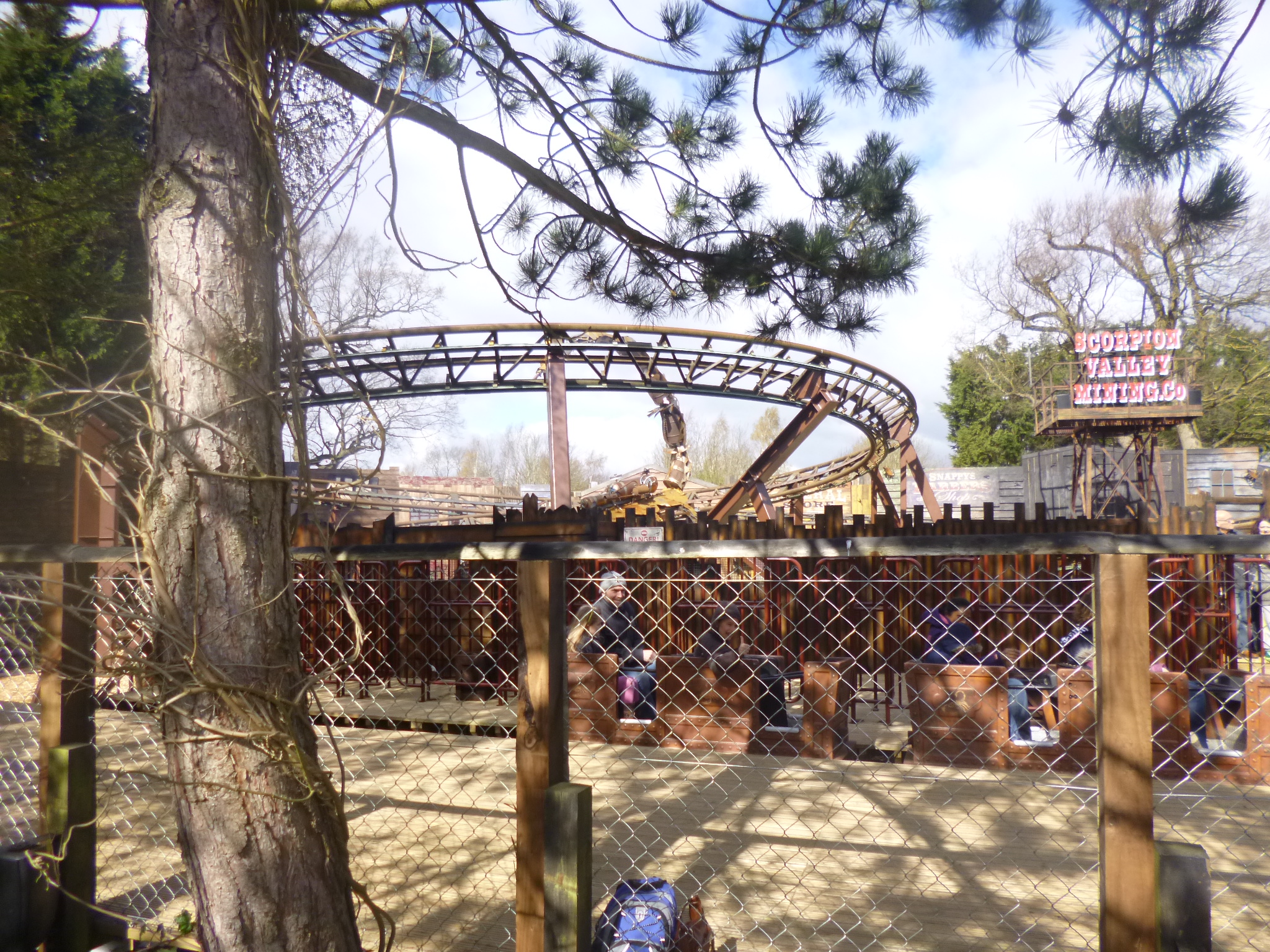
Scorpion Express
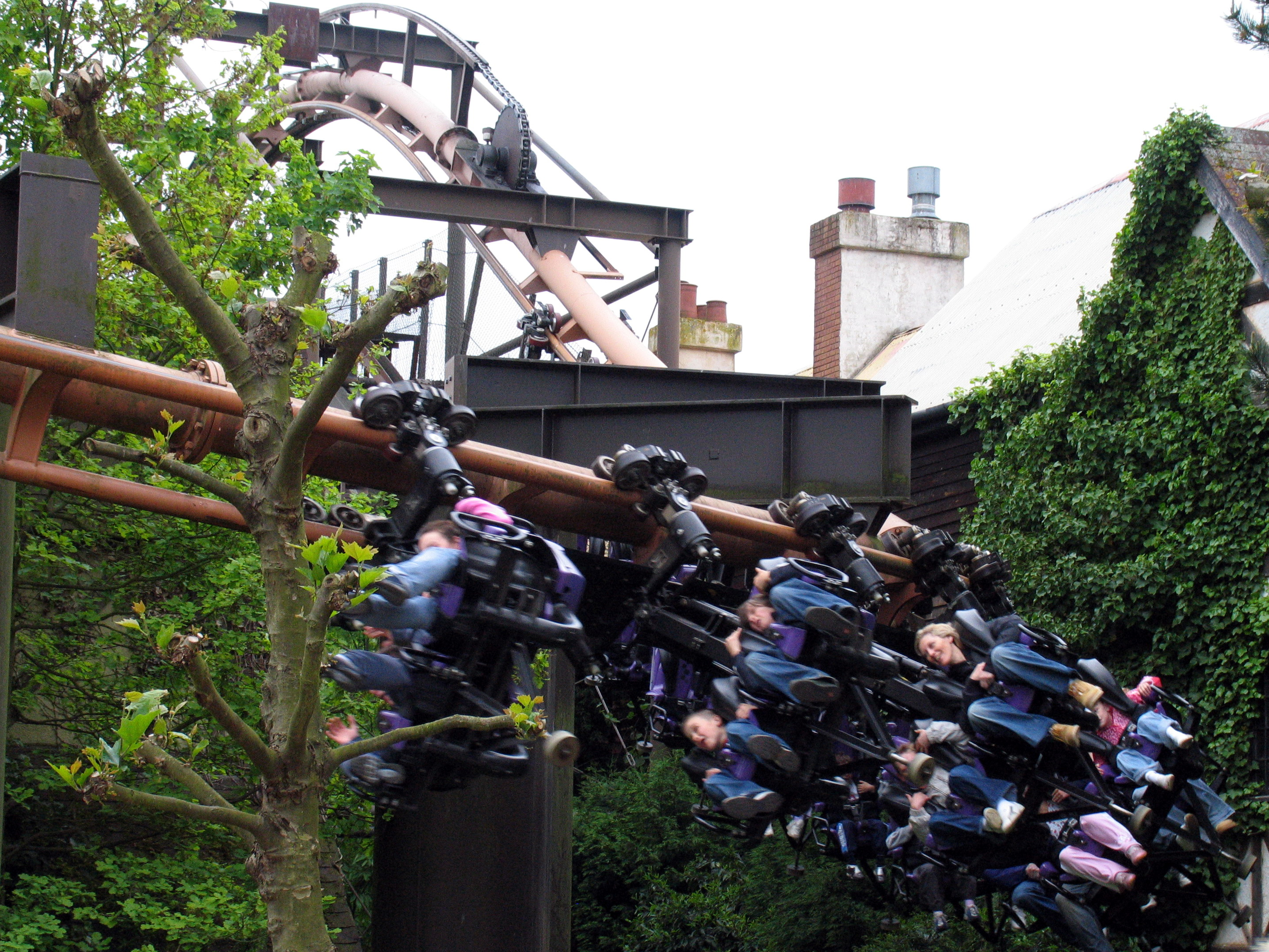
Vampire

### Attractions aquatiques
| Nom de l'attraction | Type                | Constructeur    | Année | Quartier          |
| ------------------- | ------------------- | --------------- | ----- | ----------------- |
| Tiger Rock          | Bûches              | Mack Rides      | 1987  | Land of the Tiger |
| River Rafts         | Bûches pour enfants | ABC Engineering | 2020  | The Rainforest    |

### Parcours scéniques
| Nom de l'attraction                    | Type                          | Constructeur                   | Année | Quartier          |
| -------------------------------------- | ----------------------------- | ------------------------------ | ----- | ----------------- |
| Room on the Broom - A Magical Journey! | Walkthrough/Palais des glaces | /                              | 2003  | Adventure Point   |
| The Gruffalo River Ride Adventure      | Croisière scénique            | Merlin Magic Making/Leisuretec | 2017  | Wild Woods        |
| Tomb Blaster                           | Parcours scénique interactif  | Tussauds Studios/Mack Rides    | 1994  | Forbidden Kingdom |

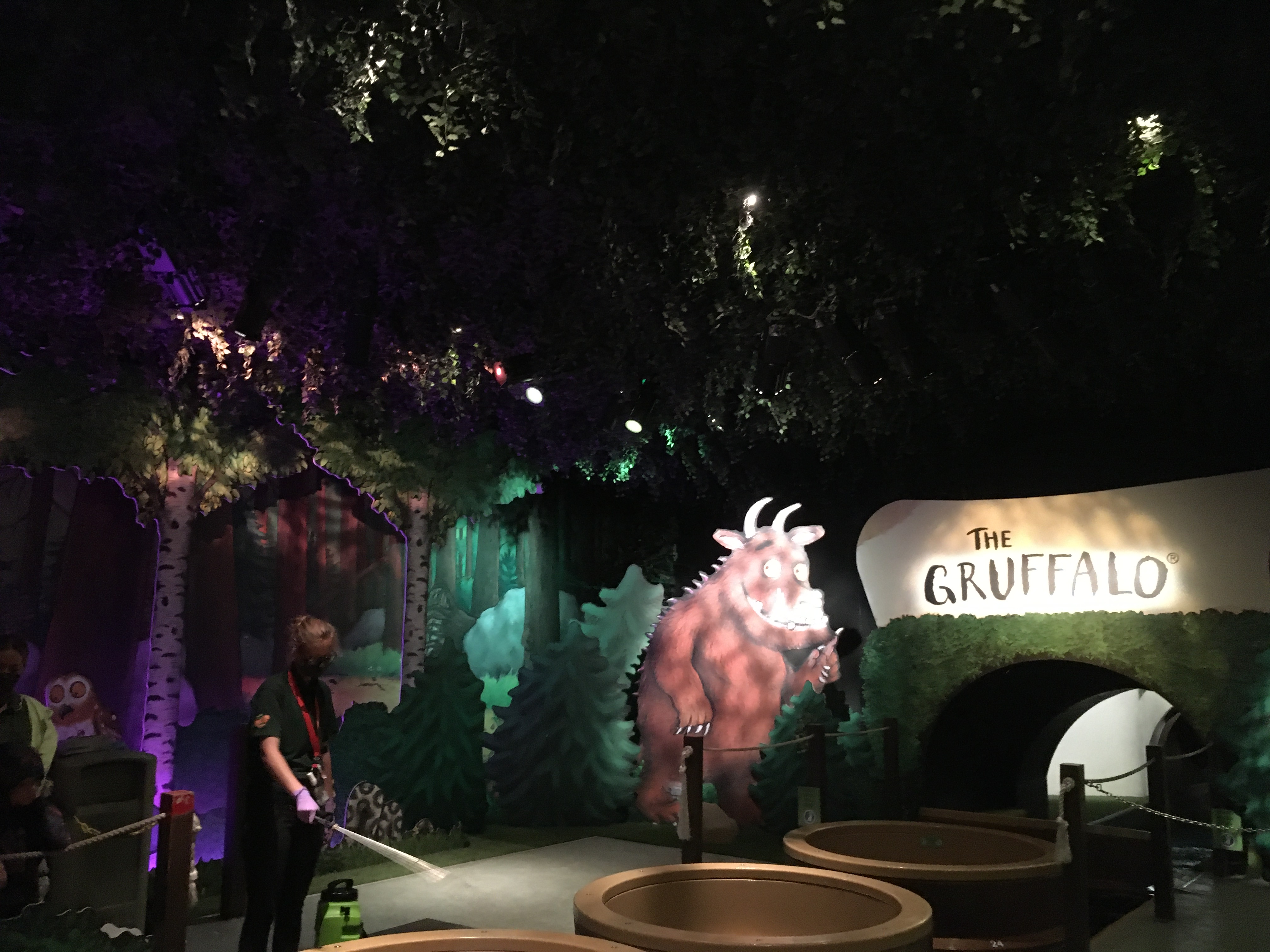
The Gruffalo River Ride Adventure
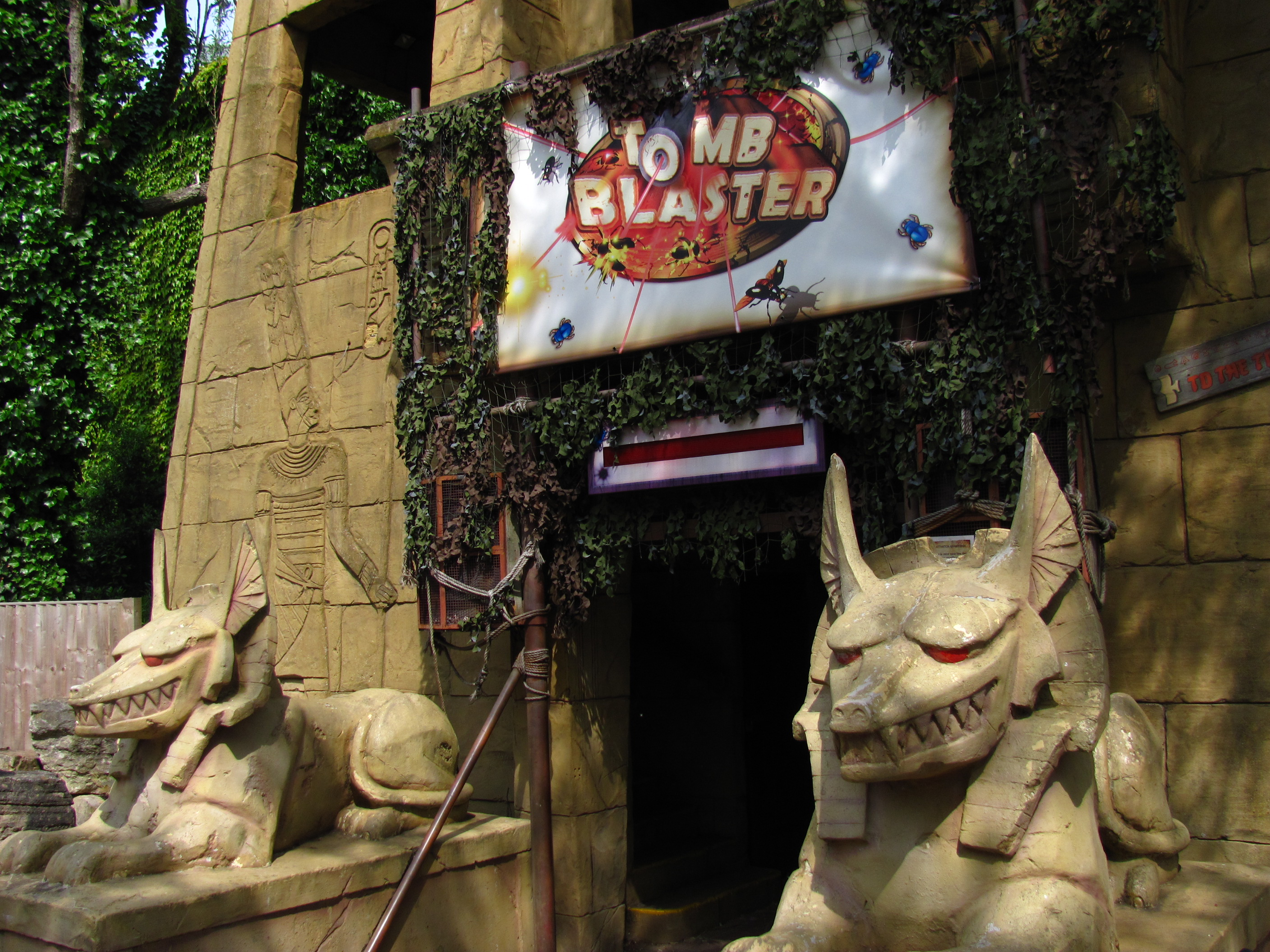
Tomb Blaster

### Attractions à sensation
| Nom de l'attraction | Type             | Constructeur     | Année | Quartier          |
| ------------------- | ---------------- | ---------------- | ----- | ----------------- |
| Blue Barnacle       | Bateau à bascule | Metallbau Emmeln | 2021  | Pirates Cove      |
| Croc Drop           | Tour de chute    | SBF Visa Group   | 2021  | Forbidden Kingdom |
| Kobra               | Disk'O Coaster   | Zamperla         | 2010  | Wild Asia         |

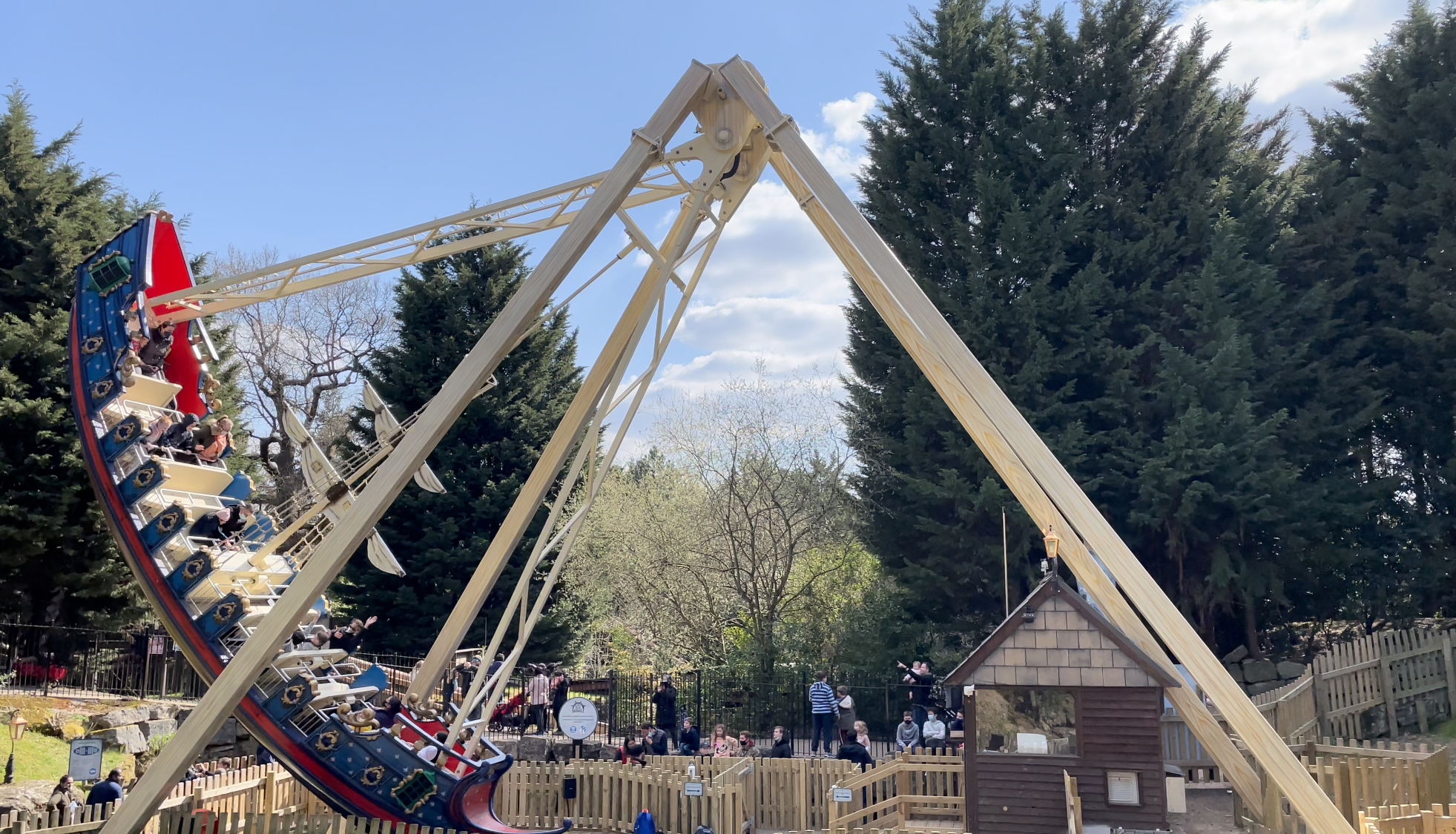
Blue Barnacle
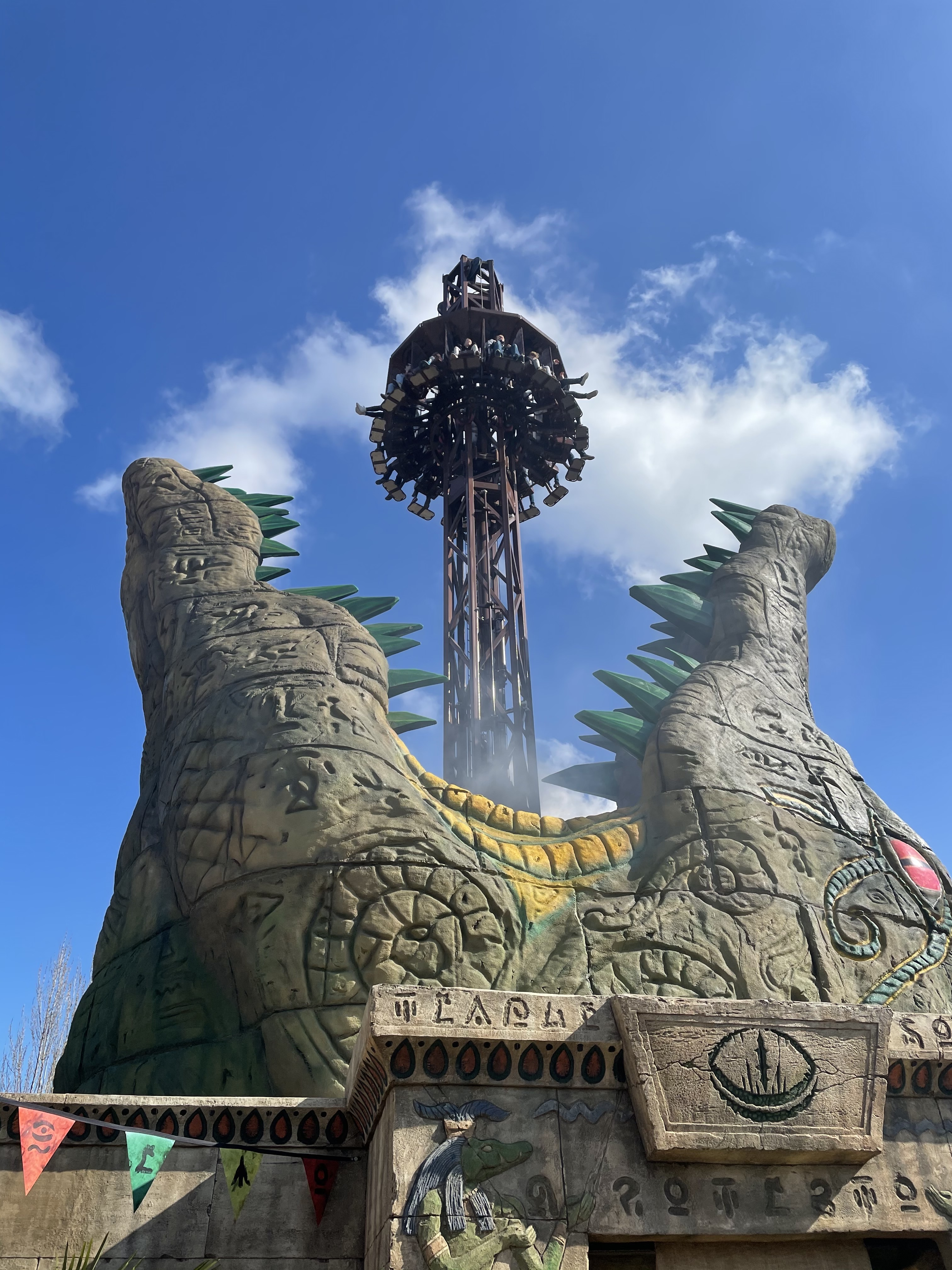
Croc Drop
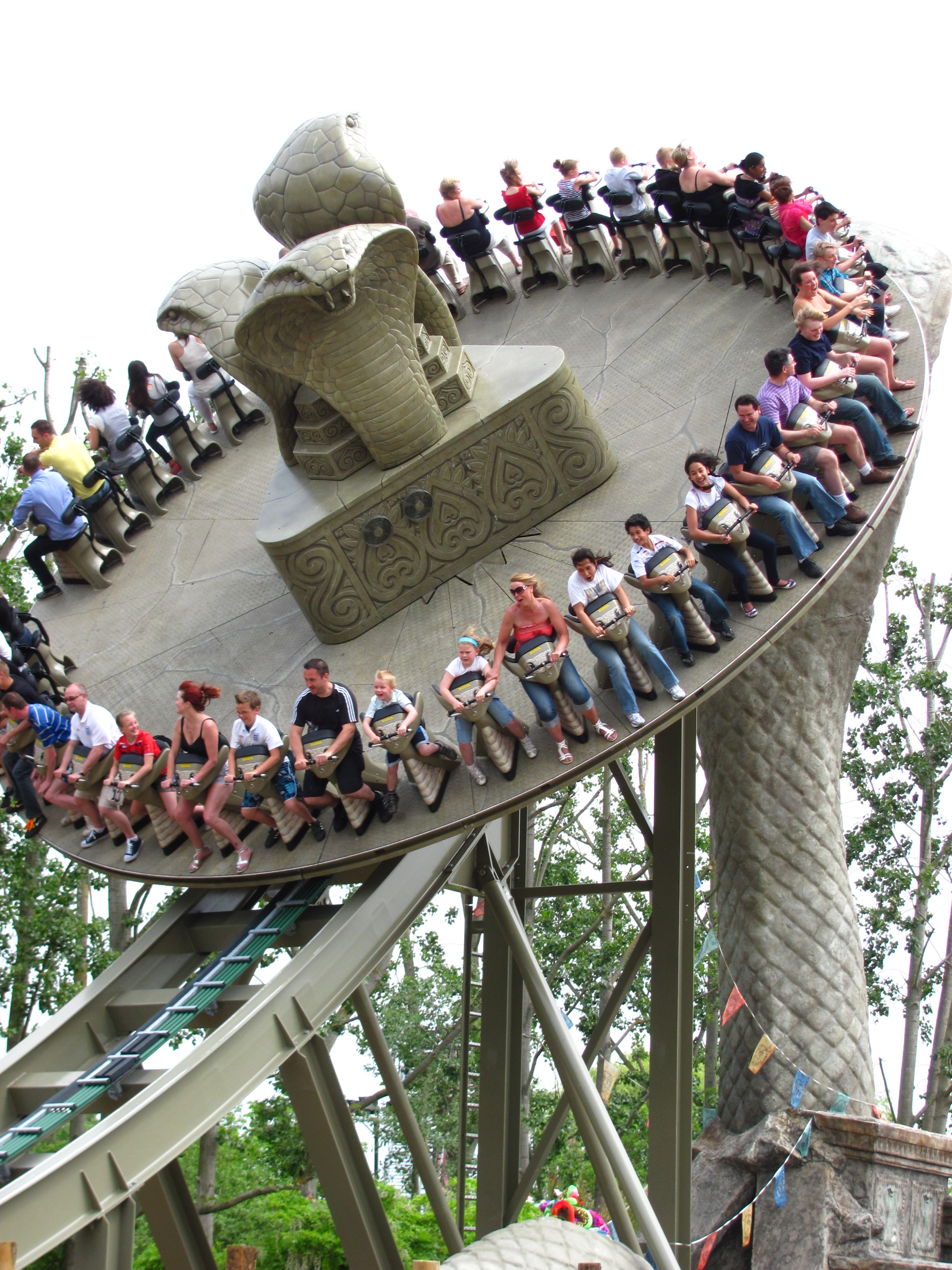
Kobra

### Autres attractions
| Nom de l'attraction       | Type                       | Constructeur        | Année | Quartier            |
| ------------------------- | -------------------------- | ------------------- | ----- | ------------------- |
| Adventure Tree Carousel   | Carrousel                  | Bertazzon           | 2017  | Adventure Point     |
| Elmer's Flying Jumbos     | Mini Jet Red Baron         | Preston & Barbieri  | 1987  | Adventure Point     |
| Griffin's Galleon         | Kontiki                    | Zierer              | 2004  | Land Of The Dragons |
| Jungle Bus                | Crazy Bus                  | Zamperla            | 2001  | Wild Asia           |
| Jungle Rangers            | Balade en tacots           | Garmendale          | 2020  | The Rainforest      |
| Mamba Strike              | Top Dancer                 | SBF Visa Group      | 2023  | World of Jumanji    |
| Monkey Swinger            | Chaises volantes           | Zierer              | 2000  | Wild Asia           |
| Ostrich Stampede          | Jump & Smile               | SBF Visa Group      | 2023  | World of Jumanji    |
| Sea Dragons               | Carrousel                  | Mack Rides          | 2004  | Land Of The Dragons |
| Sea Storm                 | Music Express              | Mack Rides          | 1995  | Pirates’ Cove       |
| Tiny Truckers             | Balade en camions          | Zamperla            | 1993  | Adventure Point     |
| Trawler Trouble           | Rockin' Tug                | Zamperla            | 2022  | Shipwreck Coast     |
| Treetop Hoppers           | Tour de chute pour enfants | Zamperla            | 2001  | The Rainforest      |
| Tuk Tuk Turmoil           | Auto-tamponneuse           | Preston & Barbieri  | 2000  | Wild Asia           |
| Zufari: Ride into Africa! | Safari                     | Merlin Magic Making | 2013  | Wanyama             |

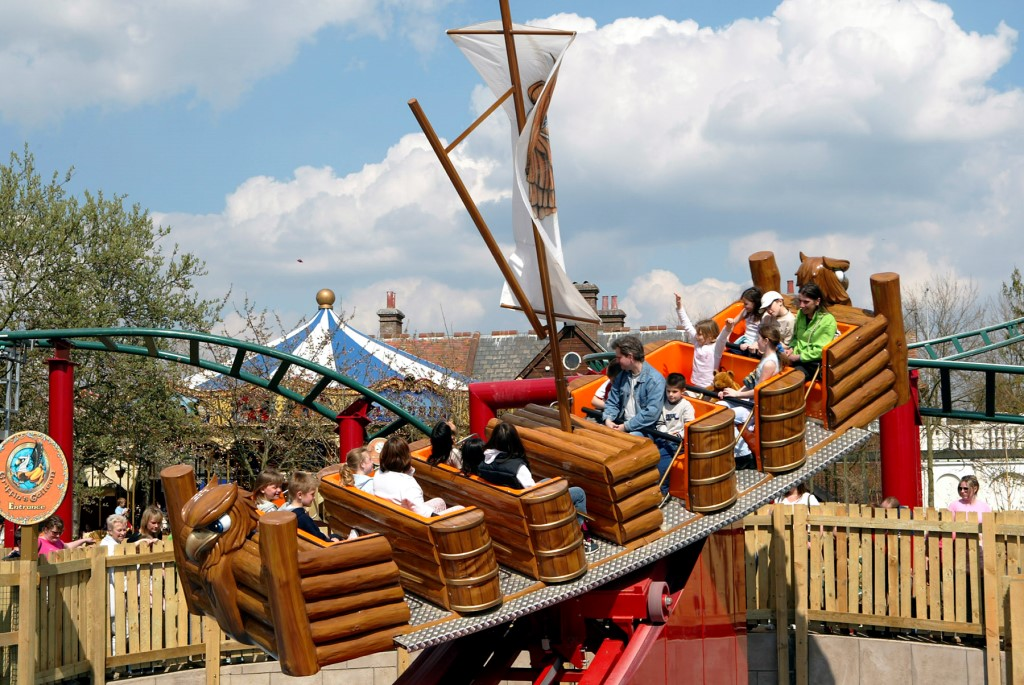
Griffin's Galleon
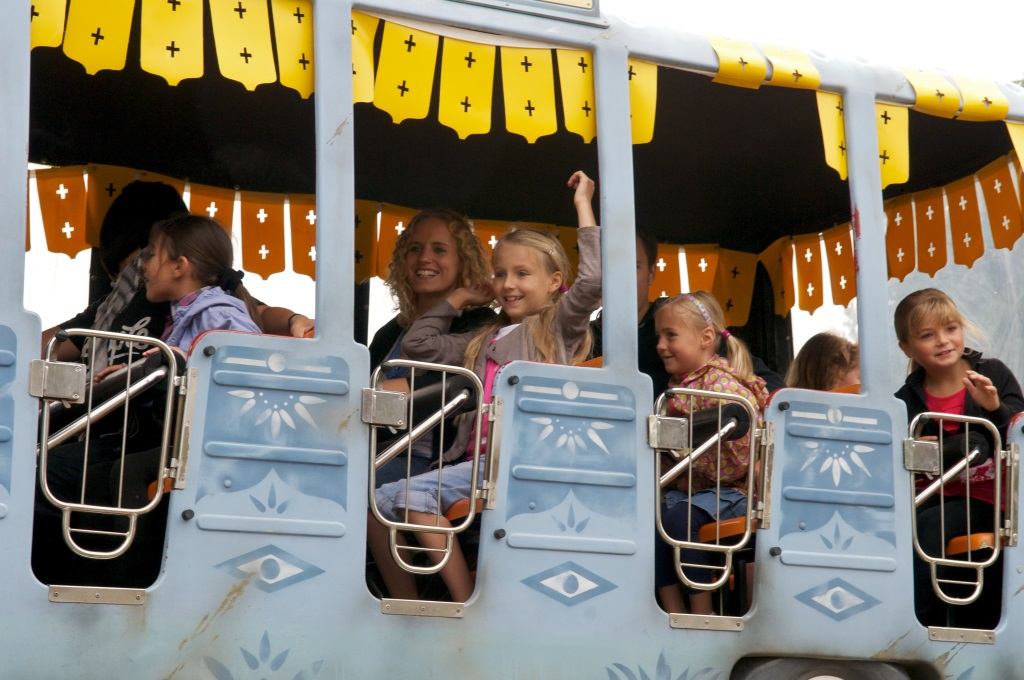
Jungle Bus
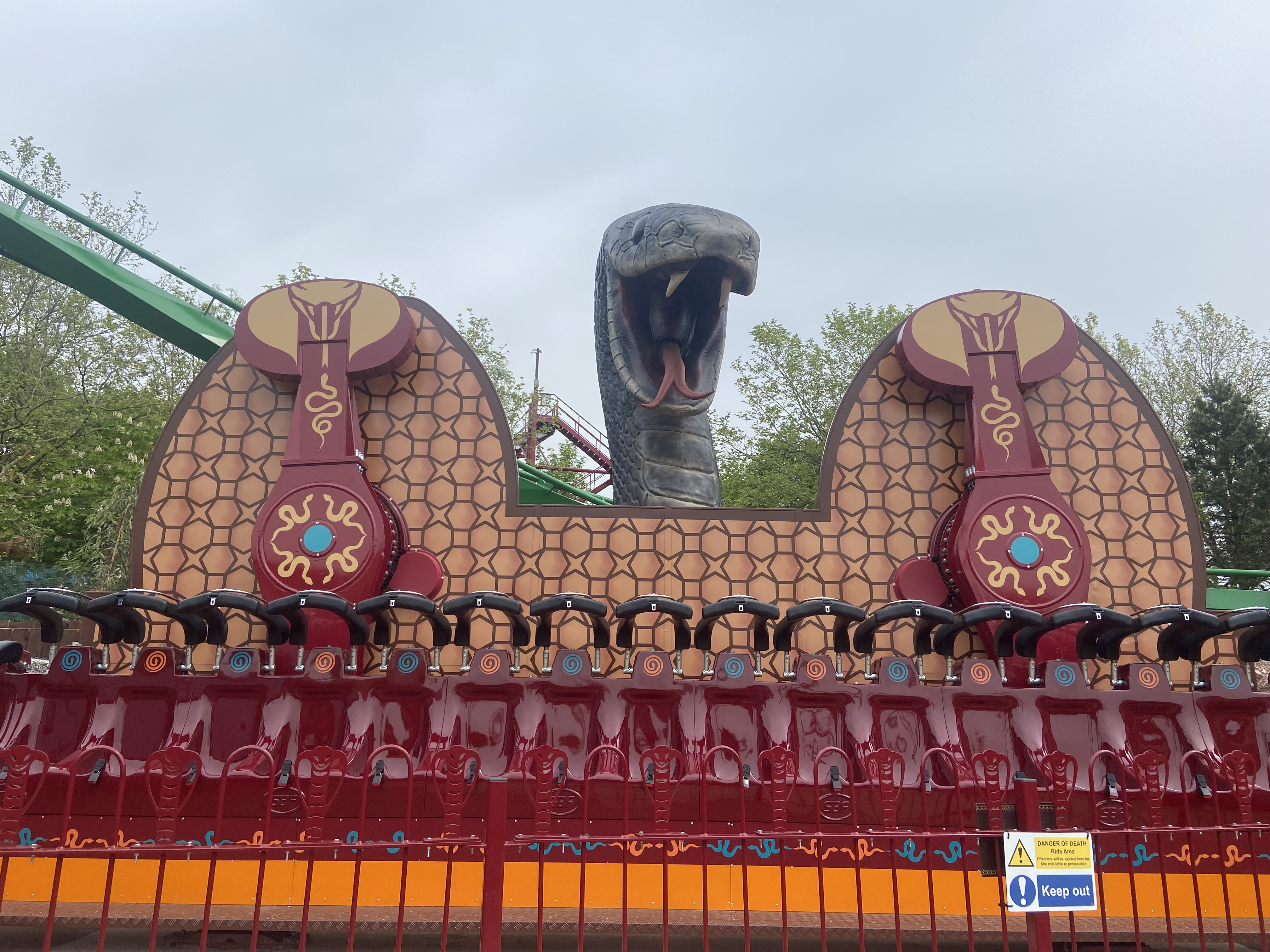
Mamba Strike
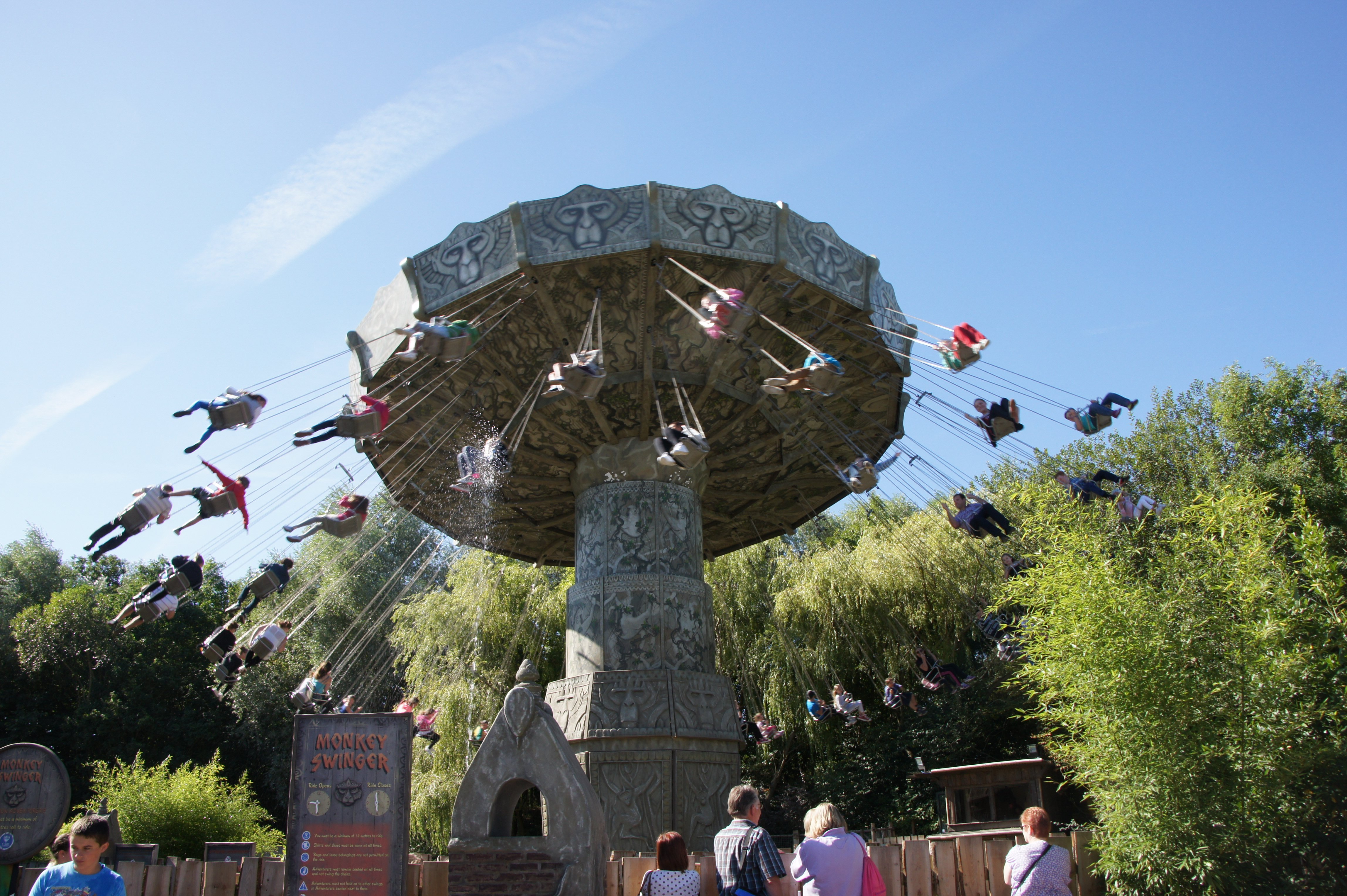
Monkey Swinger
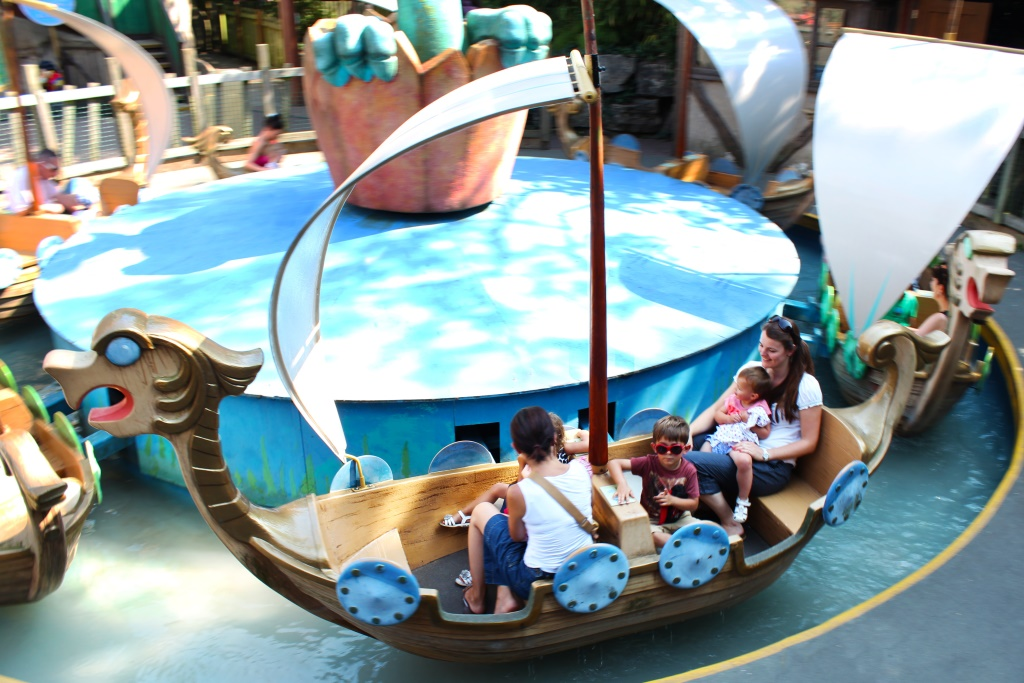
Sea Dragons
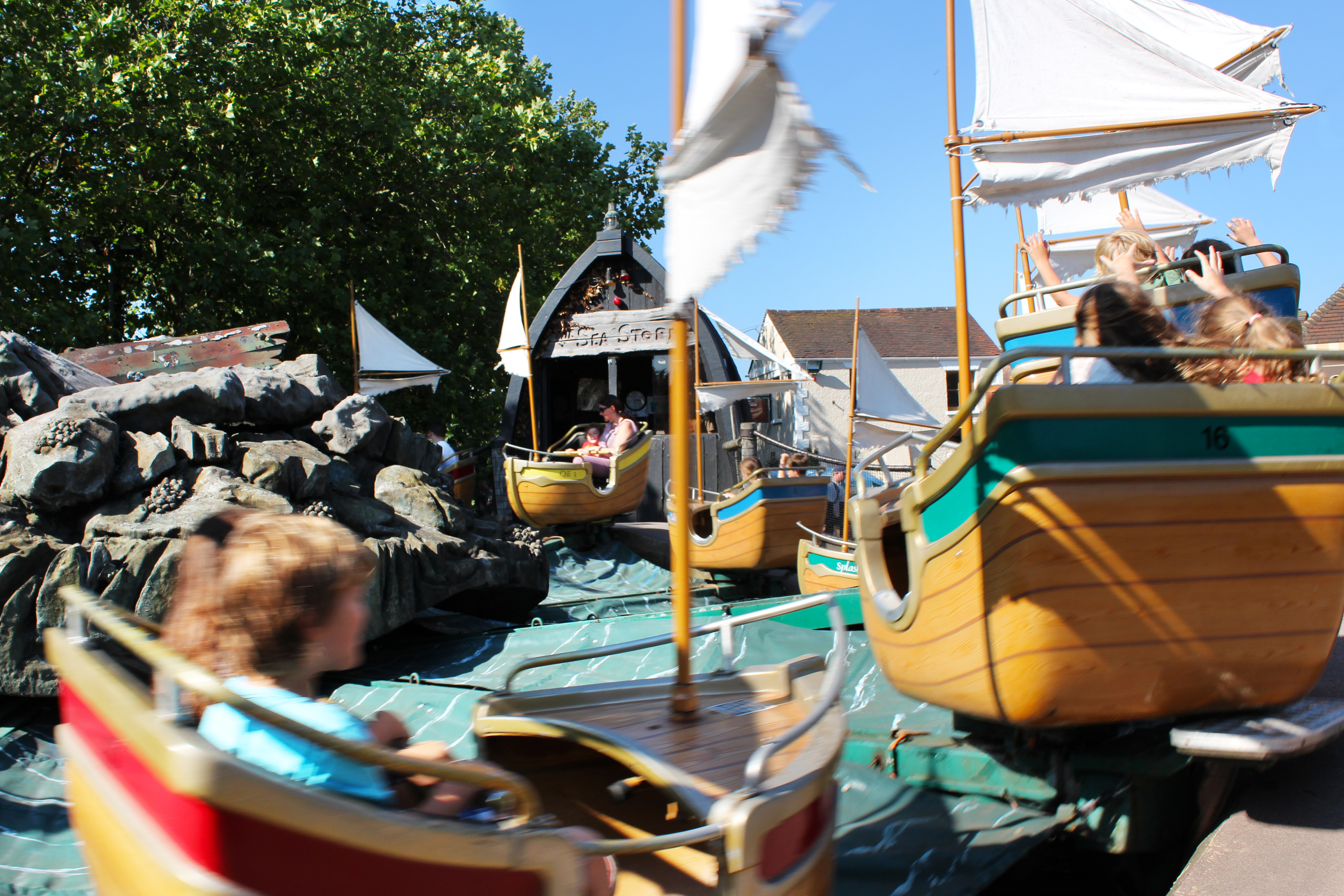
Seastorm
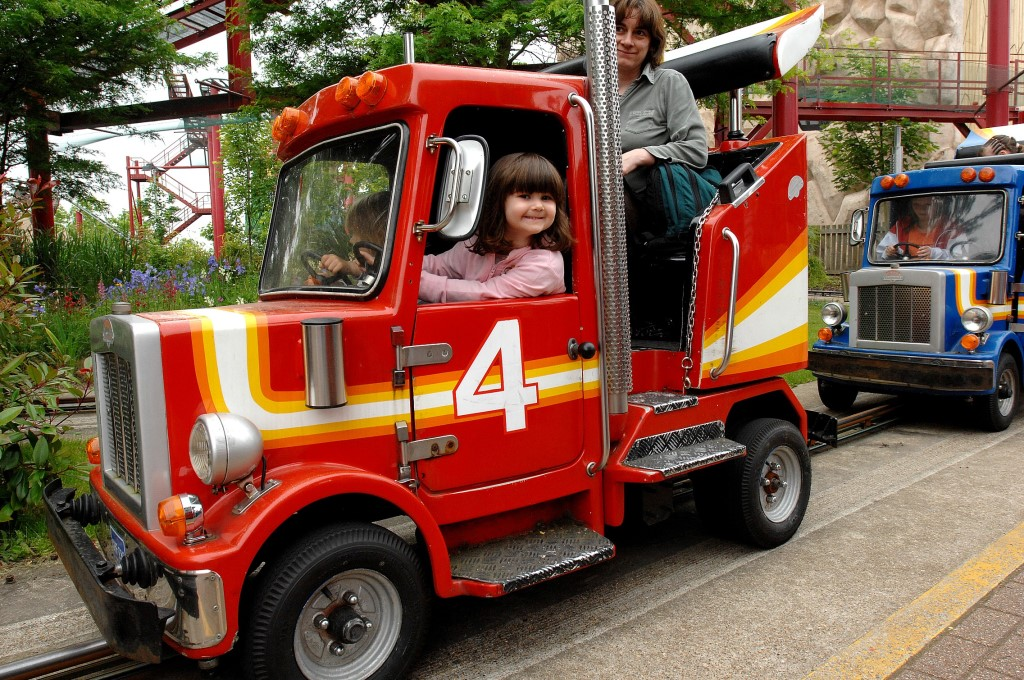
Tiny Truckers
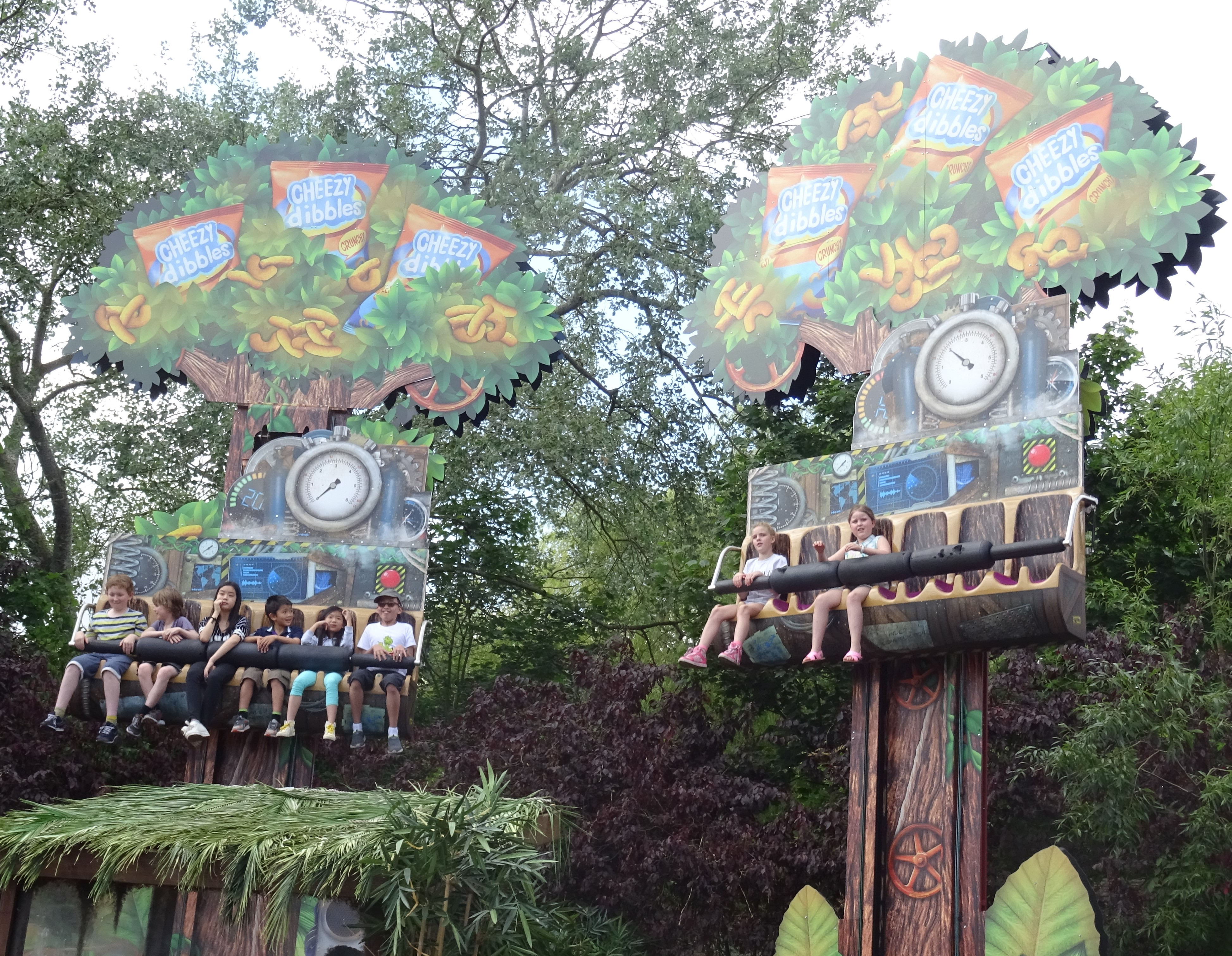
Treetop Hoppers
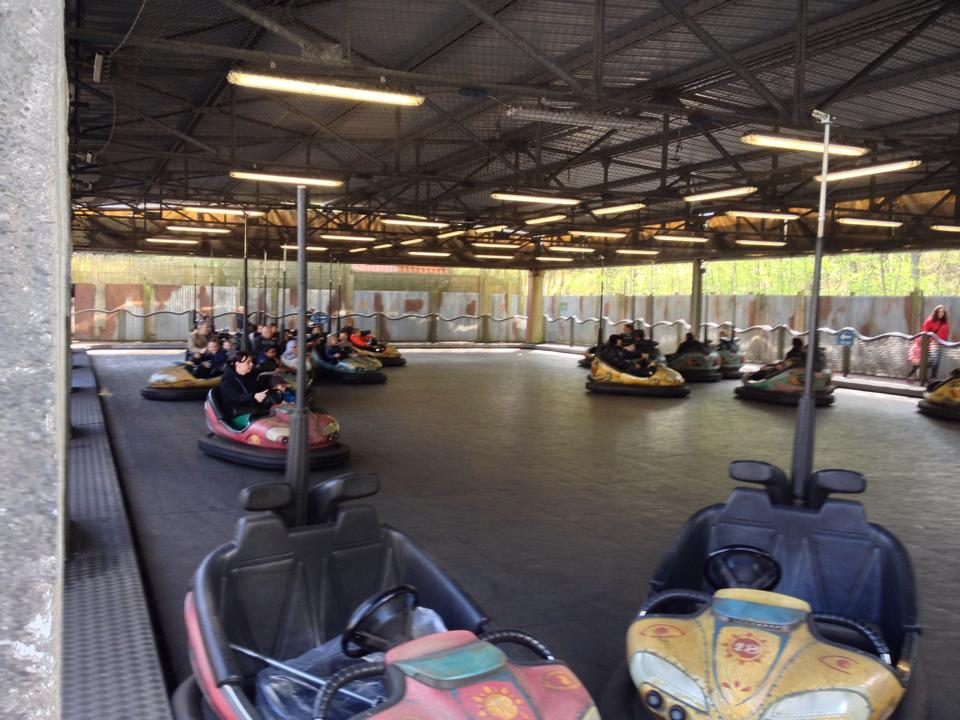
Tuk Tuk Turmoil
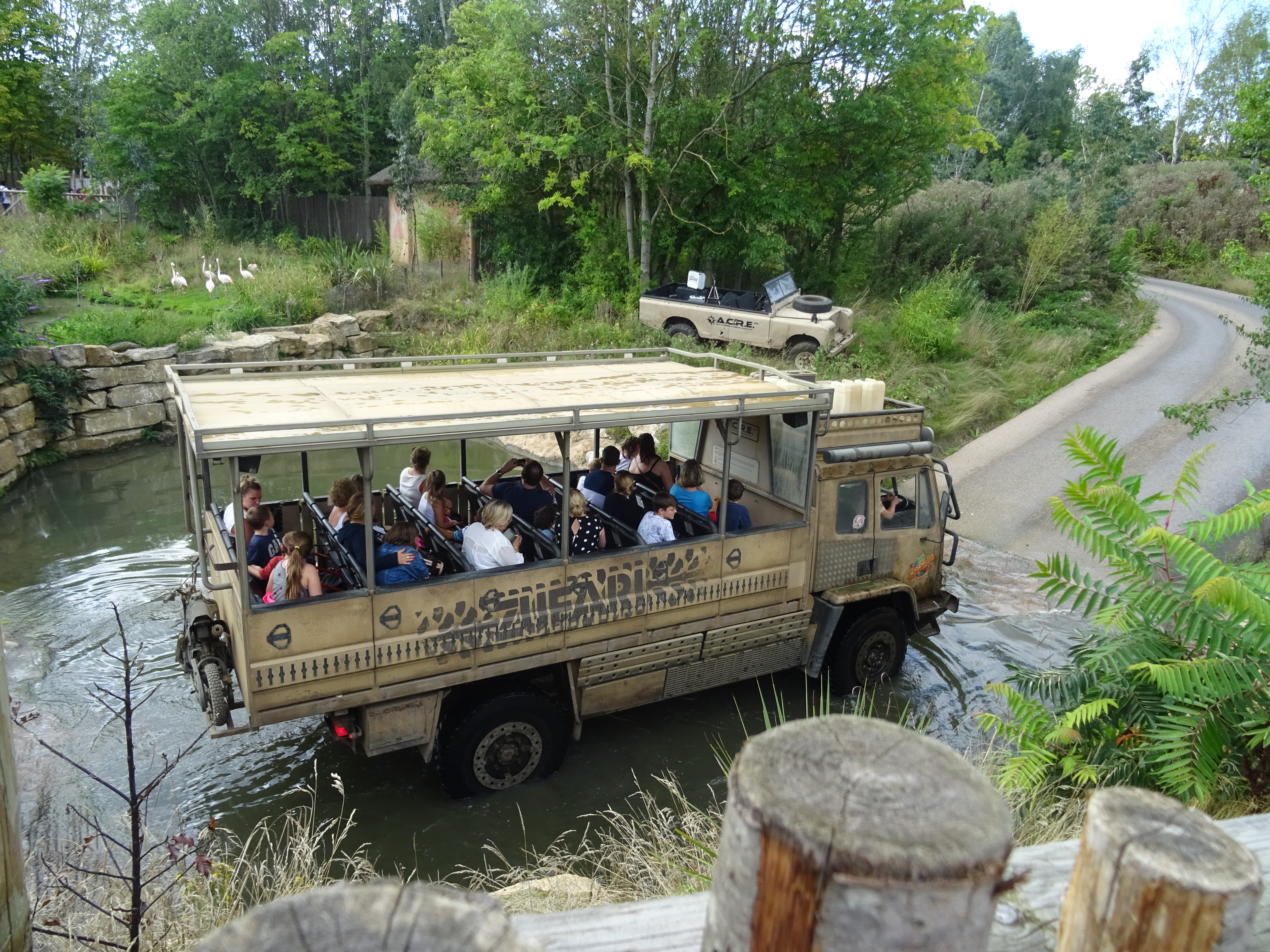
Zufari: Ride into Africa!

## Le Zoo

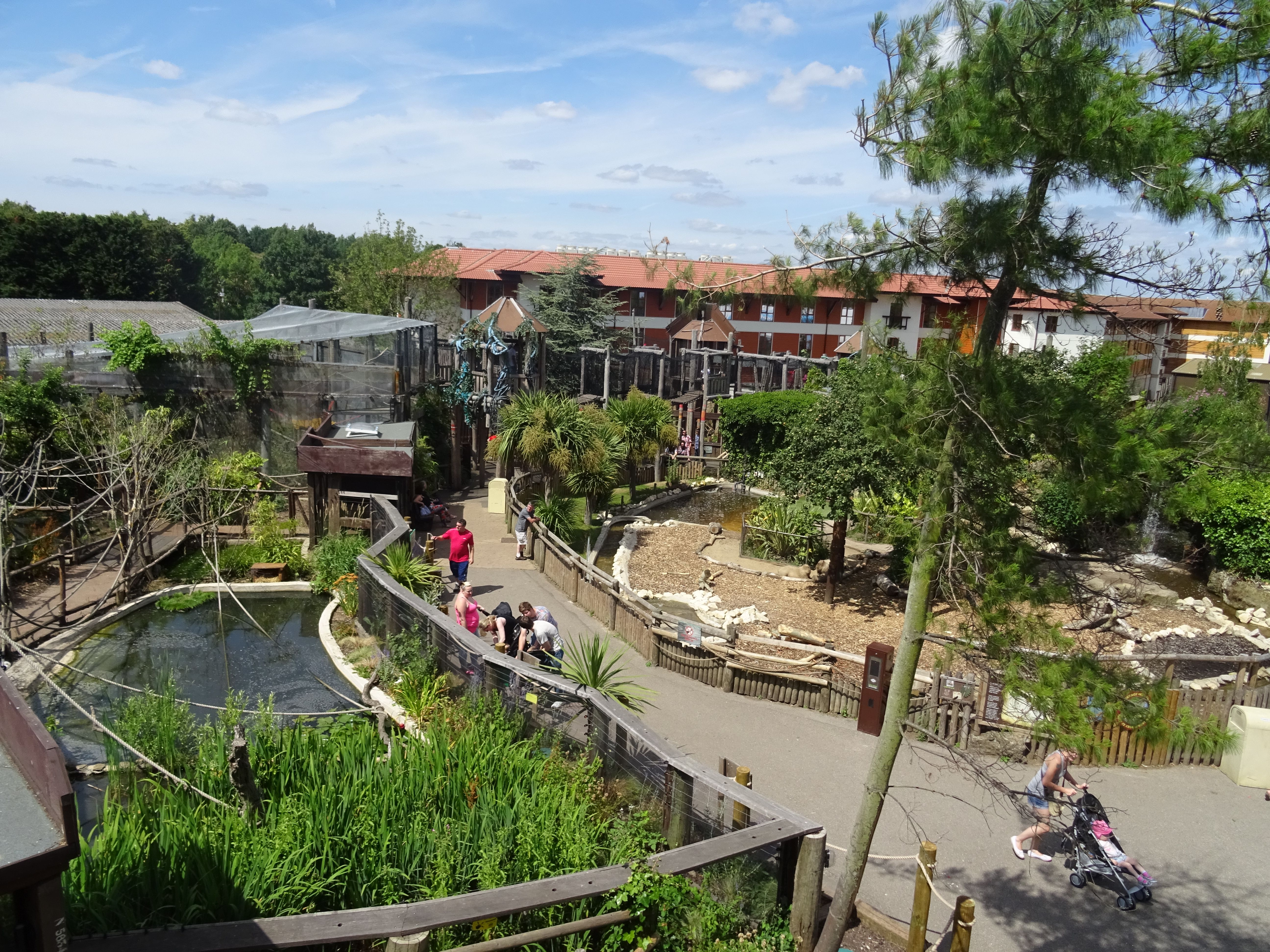
Zoo de Chessington (2015)

Le Zoo a ouvert ses portes en 1931 sous la direction de Reginald Goddard. Il a pendant un temps été le plus grand zoo dans le domaine privé en Angleterre. En 2015, il accueillait plus de 1000 animaux, dont de nombreuses espèces en voie de disparition.

## Sea Life Chessington
Le Sea Life Chessington a ouvert ses portes en 2008. Ce Sea Life Centre géré par Merlin Entertainments propose des expositions interactives, des conférences et des séances quotidiennes de nourrissage ainsi qu'un tunnel sous-marin. Les visiteurs peuvent y observer différentes espèces dont des requins à pointes noires, des crevettes nettoyeuses, des raies, des cassiopea, des cigales de mer, des poissons-ballon, des hippocampes, des poissons chirurgiens et des poissons-clown.